# ニコン産業用・特殊用レンズの一覧
ニコン産業用・特殊用レンズの一覧はニコン及びその前身である日本光学工業が産業用・特殊用に製造したレンズとエル・ニッコールの一覧。特殊用レンズでも一般の流通経路で販売されたレンズはニコンSマウントレンズの一覧、ニコンFマウントレンズの一覧を参照のこと。

## エーロ・ニッコール
エーロ・ニッコール（Aero-Nikkor ）は戦前に生産された航空写真用レンズ。現在一般のカナ表記ではエアロ・ニッコールであるが、日本光学では「エーロ・ニッコール」と称した。50cmF4.8と70cmF5は初めてニッコールブランドが使われたレンズの一つ。
- エーロ・ニッコール7.5cmF3.5（1937年発売）
- エーロ・ニッコール10cmF5.6（1939年発売）
- エーロ・ニッコール18cmF4.5（1933年発売）
- エーロ・ニッコール20cmF3.5
- エーロ・ニッコール50cmF4.8（1932年発売） - 3群3枚。東京天文台（現国立天文台）の彗星捜索儀に1951年8月以後搭載された八つ切り写真乾板用アストロカメラ用レンズとして使われた[1][注釈 1]。
- エーロ・ニッコール70cmF5（1932年発売） - 3群3枚。

### R・エーロ・ニッコール
- R・エーロ・ニッコール50cmF5.6 - Rは偵察を意味する「Reconnaissance」の頭文字と言われている[要出典]。

## アポ・ニッコール
アポ・ニッコール（Apo-Nikkor ）は業務用の写真製版用レンズ。基準倍率は等倍。大きなものは11x14in判やそれ以上の超大判フォーマットをカバーするイメージサークルを持つため、シャッターを取り付け大判カメラで利用されることがある。下記イメージサークルは等倍時のものである。

### アポ・ニッコール前期型
テッサー型3群4枚。1940年3月21日設計完了していたニッコール38cmF8を基本として1946年4月に製造に着手した38cmF9が最初の製品。その後従来のd線、g線、c線の3色色消しを写真湿板の有効感光域である380-440nmまで拡げる必要があり、東京大学の小穴純教授の指導を受けてクルツフリントガラスを1枚使用した45cmF9が1953年に完成、さらに10月15日出図した60cmF9以降はクルツフリントガラス2枚を使用するようになった。特殊形状絞りやシートフィルターを差し込むためのウォーターハウス絞り用スロットを備えているものもある。前期型のアポ・ニッコールのほとんどは、絞り環が通常のバレル・レンズと同様の形状をしている。
下記製品のうち焦点距離がcm表記の製品は、製造時期によりmm表記のものが存在する。
- アポ・ニッコール12cmF9（1961年5月6日出図）
- アポ・ニッコール15cmF9（1960年9月24日出図[2]） - φ53mmP=0.75ねじマウント。アタッチメントはφ47mmP=0.5ねじ込み。ウォーターハウス絞りスロットあり。12枚多角形絞り。
- アポ・ニッコール18cmF9（1962年6月21日出図） - イメージサークルφ250mm。
- アポ・ニッコール21cmF9（1959年7月18日出図[2]）
- アポ・ニッコール24cmF9 - イメージサークルφ350mm。
- アポ・ニッコール30cmF9（1949年11月28日出図[2]）- φ53mmP=0.75ねじマウント。アタッチメントはφ47mmP=0.5ねじ込み。ウォーターハウス絞りスロットあり。12枚真円絞り。最小絞りF90。寸法もねじマウントもカール・ツァイス・イエナのアポ・テッサー30cmF9と全く同様である。
- アポ・ニッコール38cmF9（1946年4月製造着手） - 1940年3月21日に設計完了したニッコール38cmF8を改良したもので、アポ・ニッコールと名のつけられた最初の製品となった[2]。
- アポ・ニッコール-Q.C.45cmF9（1948年3月19日出図[2]） - φ71mmP=1.0ねじマウント。アタッチメントはφ67mmP=0.75ねじ込み。レンズキャップは金属製専用ねじ込み被せ式。ウォーターハウス絞りスロットあり。前側の化粧リングを外すと後側と同じサイズのネジが切られており、容易に逆マウントが可能。最小絞りF90。前期型アポ・ニッコールの中でも初期の製品であるこのレンズは真円絞りで中期以降の多角形絞りとは形状が異なる。
- アポ・ニッコール450mmF9 - φ71mmP=1.0ねじマウント。アタッチメントはφ67mmP=0.75ねじ込み。
- アポ・ニッコール60cmF9（1948年4月28日出図[2]）
- アポ・ニッコール75cmF9（1957年4月23日出図[2]）
- アポ・ニッコール90cmF9（1953年10月12日出図[2]）
- アポ・ニッコール120cmF9（1961年5月6日出図[2]）
- アポ・ニッコール180cmF9（1962年6月21日出図[2]）

### アポ・ニッコール後期型

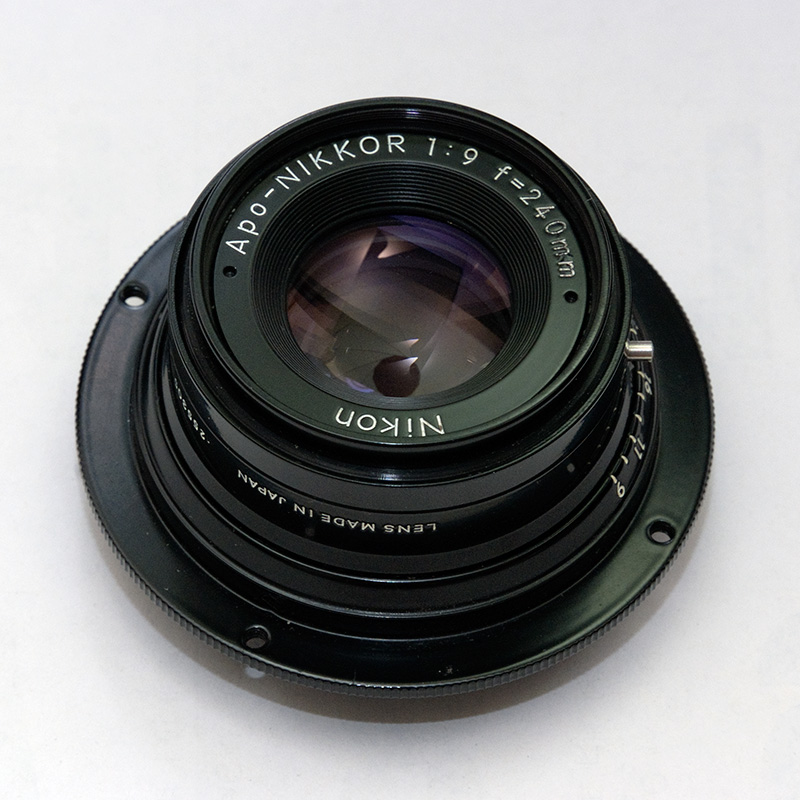
アポ・ニッコール240mmF9

1961年9月21日以降出図された製品は絞りを挟んで完全対称のダイアリート型4群4枚となっている。色収差補正波長域380-750nm。焦点距離はmm表記では中途半端な数字に見えるが、ヤード・ポンド法の北米市場を強く意識したものであった。
全品が特殊形状絞りやシートフィルターを差し込むためのウォーターハウス絞りスロットを備えている。後期型アポ・ニッコールのほとんどの物が、絞り環が大きく張り出した傘状の形状をしており、レンズ取り付け座金を紛失しても、カメラなどに取り付けられるように、絞り環にねじ穴が開けられている。1970年代には写真製版のみならず、大型写真館にも意欲的に販売された、そのためコパル#3などのレンズシャッターに取り付けされたものも市場にあった。販売当初の後期型アポ・ニッコールも前期型と同様に専用木箱に入れられ多数の付属品が同梱されていたが、後に紙箱パッケージとなり、差し込みフィルターなどのアクセサリは含まれず、樹脂製の前後かぶせキャップ、座金および座金取り付けねじのみで販売された。
栃木ニコンへの電話取材で、1984年にアポ・ニッコール全品種の製造が終了したとされている。しかしながら1988年に社名変更した株式会社ニコン名の検査証が付属したレンズが多数存在しており、製品の販売はその後も継続して行われたことがわかっている。
ニコンの社内基準でアポクロマートであるとしてアポを名乗る大判用ニッコールは、ほかに大判用ニッコールAMシリーズがあるが、これらはオルソメター型を基本とした光学系から見て、アポ・ニッコールの後継ではなく、アポ・エル・ニッコールの系譜といえる。
- アポ・ニッコール180mmF9 - 7インチ。φ53mmP=0.75ねじマウント。イメージサークルφ300mm。アタッチメントはφ44mmP=0.5(前側)φ47mmP=0.5(後側)ねじ込み。
- アポ・ニッコール240mmF9 - 9.5インチ。φ53mmP=0.75ねじマウント。イメージサークルφ410mm。アタッチメントはφ47mmP=0.5ねじ込み。鏡胴の外形寸法は180mmと同一。
- アポ・ニッコール305mmF9 - 12インチ。φ72mmP=1.0mmねじマウント。イメージサークルφ520mm。アタッチメントはφ64mmP=0.75(前側)φ67mmP=0.75(後側)ねじ込み。[注釈 2]
- アポ・ニッコール360mmF9 - 14インチ。φ72mmP=1.0mmねじマウント。イメージサークルφ600mm。アタッチメントはφ67mmP=0.75ねじ込み。
- アポ・ニッコール420mmF9 - 16.5インチ。φ90mmP=1.0mmねじマウント。イメージサークルφ710mm。アタッチメントはφ86mmP=0.75ねじ込み。
- アポ・ニッコール455mmF9 - 18インチ。φ90mmP=1.0mmねじマウント。イメージサークルφ770mm。アタッチメントはφ86mmP=0.75ねじ込み。
- アポ・ニッコール480mmF9 - 19インチ。φ90mmP=1.0mmねじマウント。イメージサークルφ820mm。アタッチメントはφ86mmP=0.75ねじ込み。
- アポ・ニッコール610mmF11 - 24インチ。φ110mmP=1.0mmねじマウント。イメージサークルφ1030mm。アタッチメントはφ105mmP=0.75ねじ込み。
- アポ・ニッコール760mmF11 - 30インチ。φ110mmP=1.0mmねじマウント。イメージサークルφ1170mm。アタッチメントはφ105mmP=0.75ねじ込み。
- アポ・ニッコール890mmF11 - 35インチ。φ162mmP=1.5mmねじマウント。イメージサークルφ1360mm。アタッチメントはφ153mmP=1ねじ込み。
- アポ・ニッコール1210mmF12.5 - 47.5インチ。φ162mmP=1.5mmねじマウント。イメージサークルφ1750mm。アタッチメントはφ153mmP=1ねじ込み。
- アポ・ニッコール1780mmF14 - 70インチ。φ213mmP=1.5mmねじマウント。イメージサークルφ2310mm。アタッチメントはφ153mmP=1ねじ込み。

### ワイドアングル・アポ・ニッコール

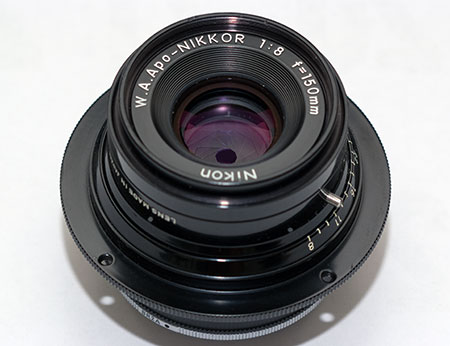
ワイドアングルアポニッコール150mmF8

ワイドアングル・アポ・ニッコール（Wide-Angle-Apo-Nikkor ）は小型製版カメラ向けの広角版のアポ・ニッコール。オルソメター型もしくはプラズマート型4群6枚。
- W.A.アポ・ニッコール150mmF8 - φ53mmP=0.75ねじマウント。アタッチメントはφ47mmP=0.5ねじ込み。イメージサークルφ350mm。製造時期により単層コートとマルチコートのものがある。製造番号160001～がマルチコートであるとみられる。
- W.A.アポ・ニッコール210mmF8 - φ72mmP=1.0mmねじマウント。アタッチメントはφ67mmP=0.75ねじ込み。イメージサークルφ460mm。
- W.A.アポ・ニッコール300mmF9 - φ90mmP=1.0mmねじマウント。アタッチメントはφ86mmP=0.75ねじ込み。イメージサークルφ610mm。
- W.A.アポ・ニッコール360mmF9 - φ90mmP=1.0mmねじマウント。アタッチメントはφ86mmP=0.75ねじ込み。イメージサークルφ730mm。

## アストロ・ニッコール
アストロ・ニッコール（Astro-Nikkor ）は天文カメラ用レンズ。テッサー型3群4枚。
- アストロ・ニッコール200mmF4 - ニコン50mmアストロカメラに固定装着されている[3]。

## COM・ニッコール
COM・ニッコール（COM-NIKKOR ）はCRTに表示された文書類をマイクロ・フィルムに記録する（Computer Output Microfilming ）用途のレンズで、名称もそれに由来している。
- COM・ニッコール37mmF1.4 - ライカLマウント。6群8枚。アタッチメントはφ40.5mmねじ込み。使用倍率1/7-1/10倍。
- COM・ニッコール88mmF2 - 使用倍率1/4.5-1/6倍。

## CRT・ニッコール

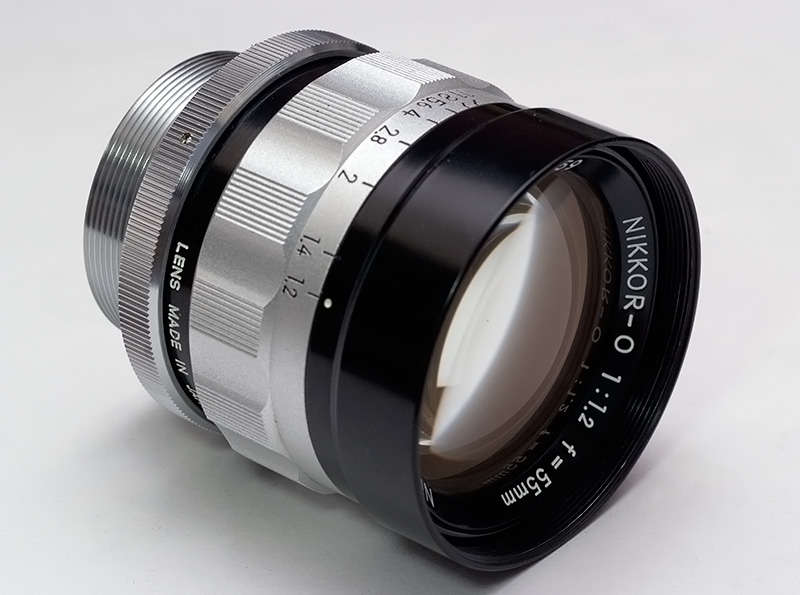
CRTニッコール55mmF1.2

CRT・ニッコール（CRT-NIKKOR ）はオシロスコープカメラ用。初期はオシロ・ニッコールを称した。オシロスコープの暗い管面における高速で動く映像を低感度の感材で記録するため、大口径で設計されている。基準倍率付近では非常にシャープであり、かつ大口径由来の大きなボケが得られ、接写用として一般撮影に使用する者もいる。24x36mm（ライカ）判の一眼レフカメラに取り付けるとちょうど花のクローズアップ撮影ができるような範囲でのみピントが合う。

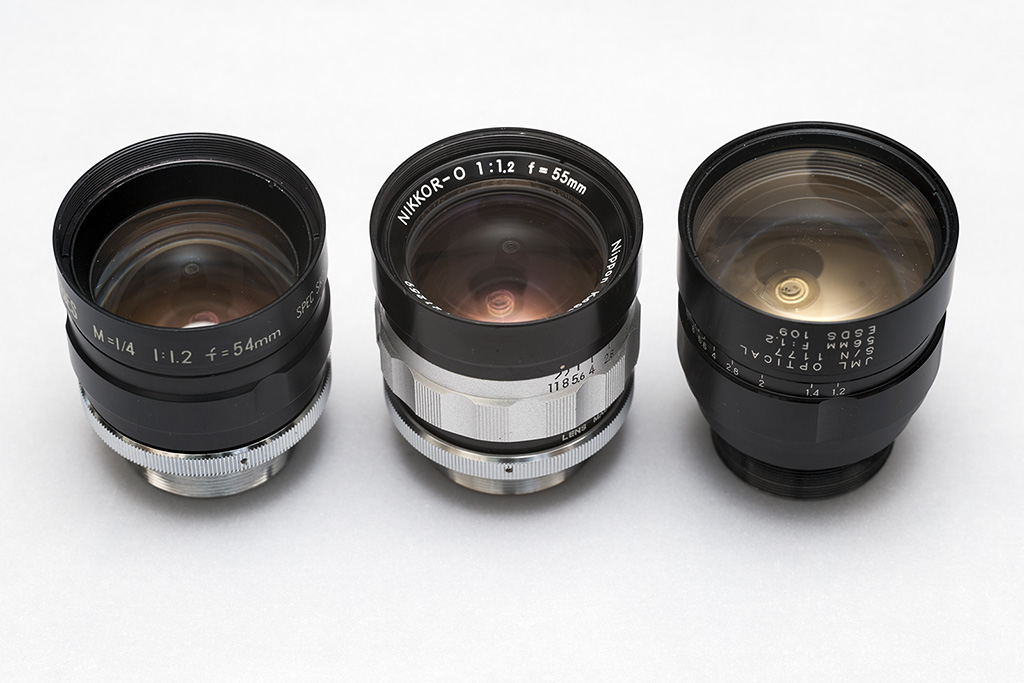
CRTニッコール 55mmおよび同等品

- オシロ・ニッコール55mmF1.2/CRT・ニッコール55mmF1.2 - ライカLマウント。6群8枚。アタッチメントはφ52mmP=0.75ねじ込み。12枚羽根の普通絞り。絞り環は不等間隔で1.2・1.4・2・2.8・4・5.6・8・11の8段階、1段ごとのクリックストップあり。基準倍率は1/5倍、使用倍率は1/5.5-1/4倍で、この範囲を外れると急速に像が悪化する。色収差補正波長域400-650nm。大きく二世代あり、前期型のスミレ色に見える反射防止コーティングが後期型ではレモンイエローとなり、基準倍率「M=1/5」が刻印された。世代にかかわらず、レンズ本体にはオシロ・CRTどちらの名称も刻印されず「NIKKOR-O」とされ、製品の外箱にこの名称で表示された。

このレンズは、ロスアラモス国立研究所の銘板が付いた放出品のオシロスコープカメラに取りつけられていたことが確認されている。このカメラは同研究所をはじめとした米政府機関で長く使われたとみられ、レンズが廃品種で入手不可となった際、代替として米国内の産業用光学メーカーJML Optical Industries社やFJW Optical Systems社が同等品を生産した。
- CRT・ニッコール58mmF1 - ニコンFマウント。アタッチメントはφ62mmP=0.75ねじ込み。基準倍率は1/4倍、使用倍率1/3.5-1/5倍を調整する距離環あり。距離環のロック機構はない。7枚羽根の自動絞り。無限遠は出ない。絞り環は「非Ai」の仕様であるが、開放F値1.0に対応する「カニ爪」連動式露出計を持つカメラは存在しないため、露出計連動爪はない。またNo.581117の個体には「NIKKOR Auto 1:1.0 f=58mm」と刻印され、CRTニッコールとの表示はないが、No.581122の個体では「CRT-NIKKOR Auto 1:1.0 f=58mm」と刻印されていることが知られている。

## エル・ニッコール
エル・ニッコール（EL-NIKKOR ）は引き伸ばし用レンズとして知られるが、240mm以上の製品はレンズ価格表に写真製版用と記載されていた。ELはEnLargingの略。撮影用レンズとしても高い性能を発揮し、特に接写において利用されることが多い。

### ヘルメス
- ヘルメス5.5cmF3.5（1936年5月8日試作完成、1937年8月26日出図） - エル・ニッコールの前身。テッサー型。300個のみ製造された[4]。

### エル・ニッコール
- エル・ニッコール5cm/50mmF2.8（1956年10月19日出図、1957年3月発売[5]） - ライカLマウント。前群ガウス、後群オルソメターの「エル・ニッコール型」4群6枚。アタッチメントはφ40.5mmP=0.5ねじ込み。基準倍率8倍、使用倍率2-20倍。脇本善司設計。米国特許第2906174号。印画紙の感光特性を考慮して設計されている[4]。初期型は刻印が「EL-NIKKOR・C」となっている。
- エル・ニッコールC5cmF3.5 - 光学系はSマウントレンズのニッコールQ・C 5cmF3.5と同一。刻印は"El-NIKKOR-C"。
- エル・ニッコール5cmF3.5（1945年12月21日出図、1947年4月製造） - 254個製造された[4]。
- エル・ニッコール50mmF4（1967年4月3日出図[2]、1967年9月発売[6]） - ライカLマウント。テッサー型3群4枚。アタッチメントはφ34.5mmP=0.5ねじ込み。基準倍率8倍、使用倍率2-20倍。
- エル・ニッコール6.3cm/63mmF3.5（1960年9月6日出図[2]、1966年6月発売[6]） - ライカLマウント。エル・ニッコール型4群6枚。アタッチメントはφ40.5mmP=0.5ねじ込み。このレンズのみ色収差補正波長域350-700nm。基準倍率8倍、使用倍率2-20倍。ごく初期のみ"Fax-EL-NIKKOR"と刻印されている。紫外線の透過する範囲が広いことから、紫外線撮影に使用する者もある。

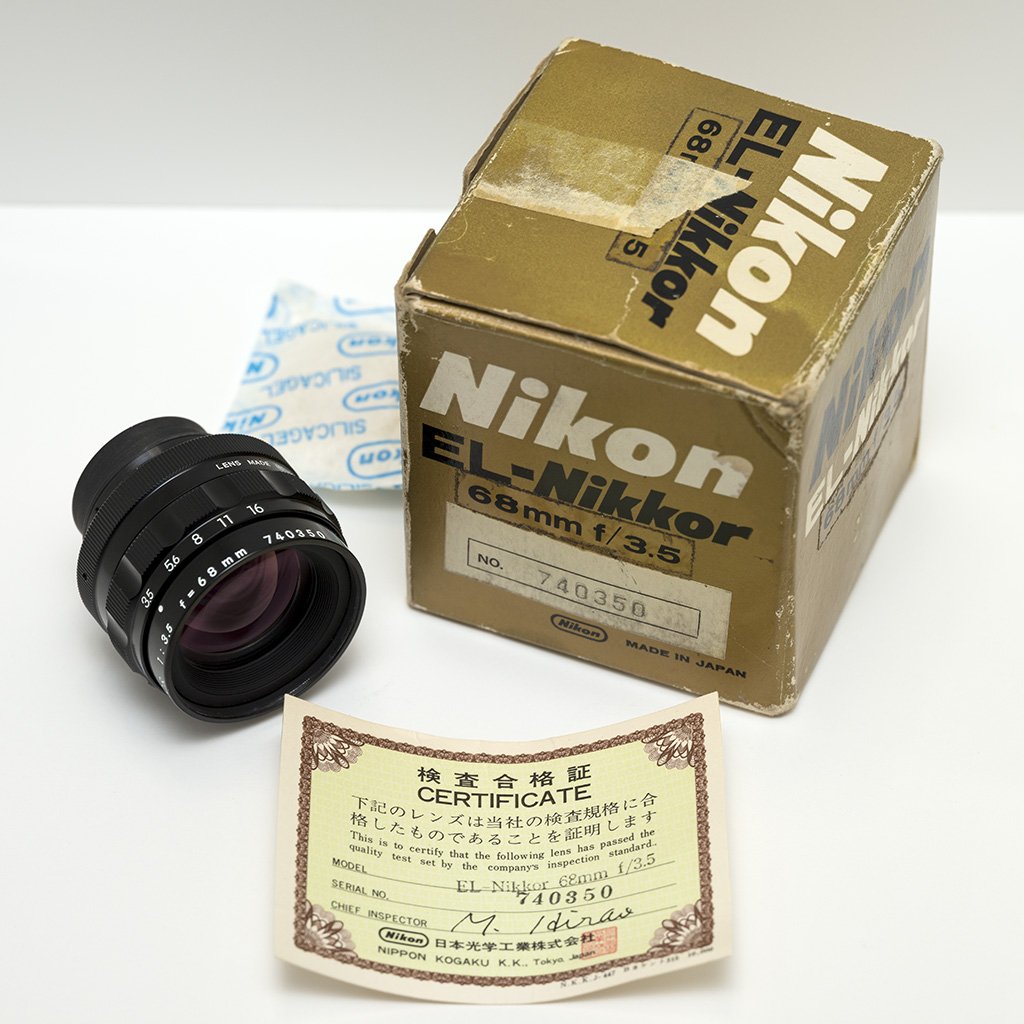
エル・ニッコール68mmF3.5 740350

- エル・ニッコール68mmF3.5 - ライカLマウント。エル・ニッコール型。アタッチメントはφ43mmP=0.5ねじ込み。マルチコート。通常のカタログ品ではなく、カタログ・価格表等への掲載は確認されていない。アポ・エル・ニッコール170mmやマイクロ・ニッコール70mmと類似した外観を持ち、同時期に別注品として少数が販売されたとみられる。web上では製造番号740018から740353までのものが確認でき、350本程度は製作されたと推定される。
- エル・ニッコール75mmF4（1971年9月9日出図[2]、1972年6月発売[7]） - ライカLマウント。テッサー型3群4枚。基準倍率5倍、使用倍率2-10倍。
- エル・ニッコール80mmF5.6（1965年10月15日出図[2]、1966年5月発売） - ライカLマウント、φ32.5mmP=0.5ねじマウント。オルソメター型4群6枚。アタッチメントはφ34.5mmP=0.5ねじ込み。基準倍率5倍、使用倍率2-15倍。
- エル・ニッコール105mmF5.6（1965年2月19日出図[2]、1966年6月発売[6]） - ライカLマウント、φ32.5mmP=0.5ねじマウント。オルソメター型4群6枚。アタッチメントはφ34.5mmP=0.5ねじ込み。基準倍率5倍、使用倍率2-10倍。
- エル・ニッコール135mmF5.6（1965年2月5日出図[2]、1966年6月発売[6]） - ライカLマウント、φ45mmP=0.5ねじマウント。オルソメター型4群6枚。アタッチメントはφ43mmP=0.5ねじ込み。基準倍率5倍、使用倍率2-10倍。
- エル・ニッコール150mmF5.6（1967年6月16日出図[2]、1968年2月発売） - φ53mmP=0.75ねじマウント。オルソメター型4群6枚。アタッチメントはφ47mmP=0.5ねじ込み。基準倍率4倍、使用倍率2-8倍。
- エル・ニッコール180mmF5.6（1972年2月16日出図[2]、1972年12月発売[7]） - φ62mmP=1ねじマウント。オルソメター型4群6枚。アタッチメントはφ58mmP=0.75ねじ込み。基準倍率4倍、使用倍率2-8倍。
- エル・ニッコール210mmF5.6（1967年8月10日出図[2]、1968年5月発売） - φ72mmP=1ねじマウント。オルソメター型4群6枚。アタッチメントはφ68mmP=0.75ねじ込み。基準倍率4倍、使用倍率2-8倍。
- エル・ニッコール240mmF5.6（1972年2月16日出図[2]、1972年11月発売[7]） - φ82mmP=1ねじマウント。オルソメター型4群6枚。アタッチメントはφ77mmP=0.75ねじ込み。基準倍率3倍、使用倍率1-6倍。
- エルニッコール300mmF5.6（1971年9月9日出図[2]、1972年7月発売[7]） - φ100mmP=1ねじマウント。オルソメター型4群6枚。アタッチメントはφ95mmP=1ねじ込み。基準倍率2倍、使用倍率1-4倍。
- エルニッコール360mmF5.6（1971年9月9日出図[2]、1972年5月発売） - φ130mmP=1.5ねじマウント。オルソメター型4群6枚。アタッチメントはφ120mmP=1ねじ込み。基準倍率2倍、使用倍率1-4倍。

### アポ・エル・ニッコール

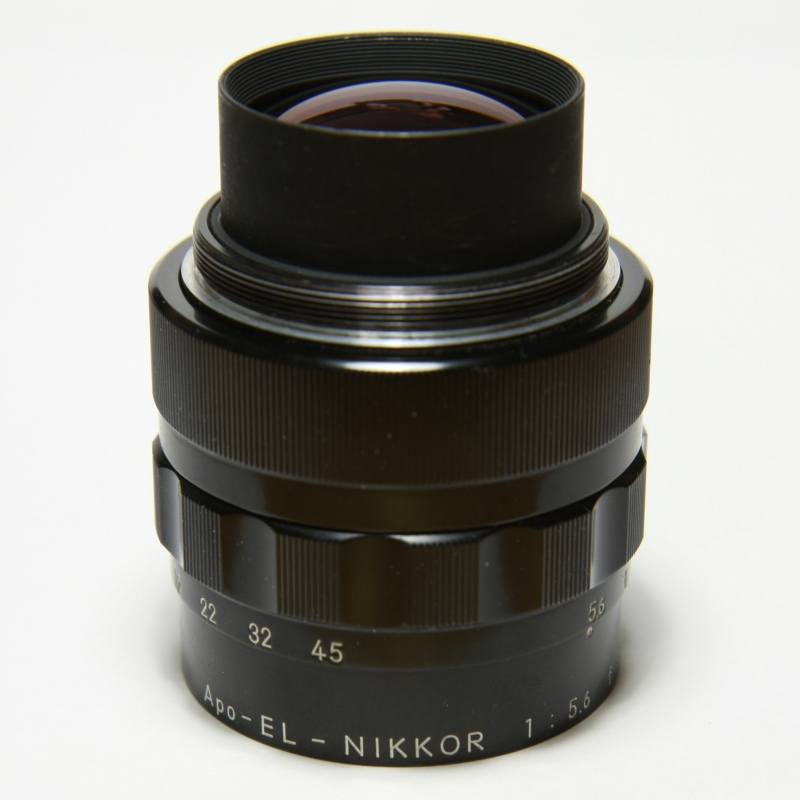
アポ・エル・ニッコール170mmF5.6

アポ・エル・ニッコール（Apo-EL-NIKKOR ）は主にカラー原稿から高品質の拡大印刷版をつくるための写真製版用引き伸ばしレンズである。絞りの前後をEDガラスを使った貼り合わせレンズとした変形オルソメター型となっており、このレンズ構成は大判用マクロレンズNIKKOR-AMへも発展した。
- アポ・エル・ニッコール105mmF5.6 - ライカLマウント。アタッチメント前側φ40.5mmP=0.5ねじ込み、後側φ34.5mmP=0.5ねじ込み。4群8枚。イメージサークルφ80mm。基準倍率10倍、使用倍率5-20倍。35mm判（絞り開放）ないし6x6cm判（絞りF8）の原稿用。最小絞りF45、絞り環にクリックストップなし。
- アポ・エル・ニッコール170mmF5.6 - φ50mmP=0.75マウント。アタッチメントはφ52mmP=0.75ねじ込み。4群8枚。イメージサークルφ160mm。基準倍率2倍、使用倍率1.5-3倍。4x5in判の原稿用。初期生産品にはEL-NIKKOR刻印のものが見られる。
- アポ・エル・ニッコール210mmF5.6 - φ82mmP=1マウント。アタッチメントはφ77mmP=0.75ねじ込み。4群8枚。イメージサークルφ160mm。基準倍率5倍、使用倍率3-10倍。6x6cm判（絞り開放）ないし4x5in判（絞りF8）の原稿用。初期生産品は鏡胴外観がウルトラ・マイクロ・ニッコール155mmF4と似ている。
- アポ・エル・ニッコール300mmF5.6 - φ90mmP=1マウント。アタッチメントはφ86mmP=0.75ねじ込み。4群8枚。イメージサークルφ220mm。基準倍率10倍、使用倍率5-20倍。6x9cm判（絞り開放）ないし5x7in判（絞りF11-16）の原稿用。
- アポ・エル・ニッコール480mmF5.6 - φ140mmP=1.5マウント。アタッチメントはφ132mmP=1ねじ込み。4群8枚。イメージサークルφ400mm。基準倍率5倍、使用倍率3-10倍。5x7in判（絞り開放）ないし10x12in判（絞りF11-16）の原稿用。

### アポ・エル・ニッコールN

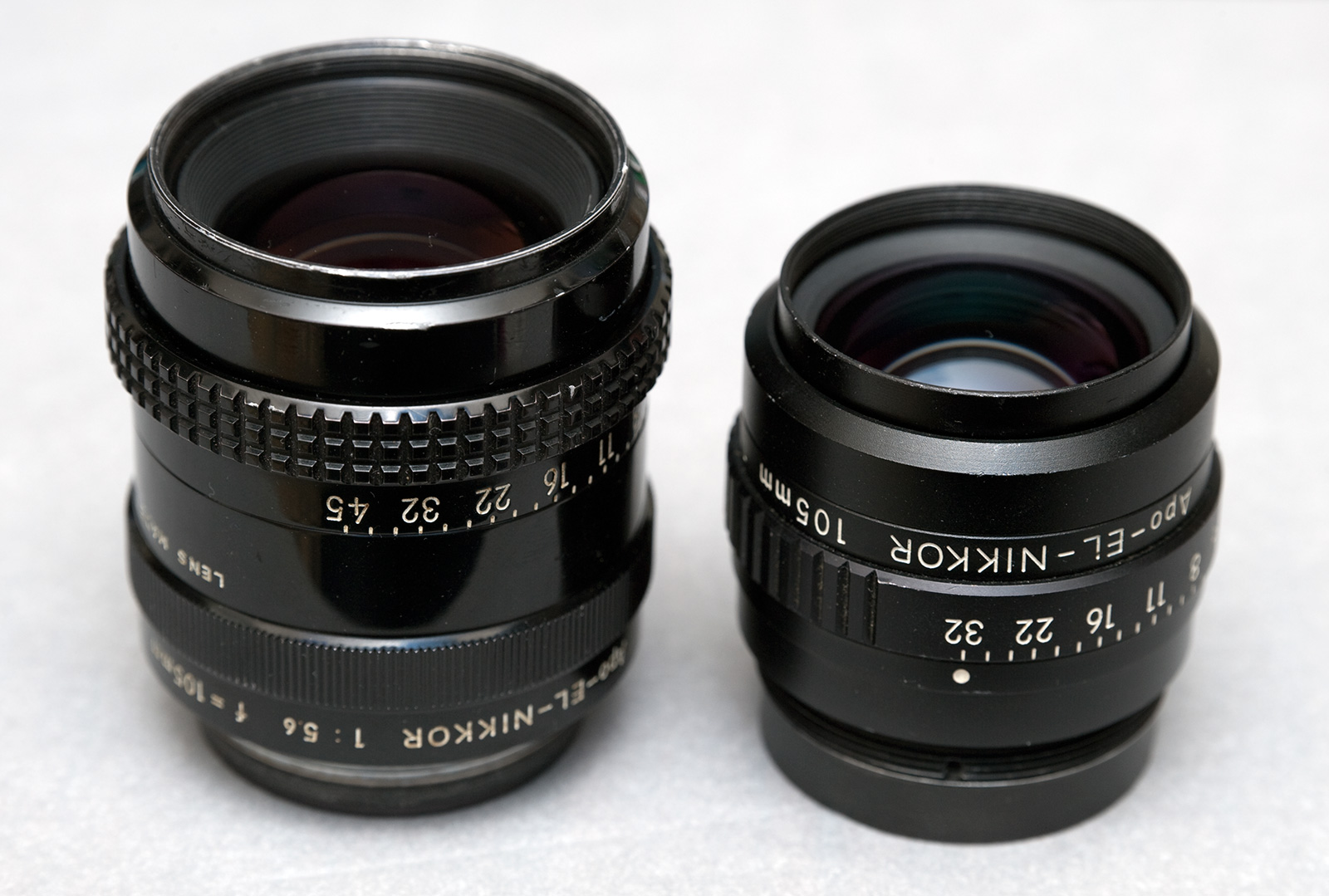
新旧アポ・エル・ニッコール105mmF5.6

アポ・エル・ニッコールN（Apo-EL-NIKKOR N ）は性能の向上と小型化を図った改良版。鏡胴の前後ともマウント用ねじとアタッチメントねじが切られている。1980年発売。
- アポ・エル・ニッコール105mmF5.6N - ライカLマウント。アタッチメントはφ35.5mmP=0.5ねじ込み。4群8枚。イメージサークル絞り開放時φ80mm。基準倍率10倍、使用倍率5-20倍。最小絞りF32、1段ごとにクリックストップあり。デジタルカメラで撮影用レンズとして使用する者もおり、ほとんど確認できない程度に補正された色収差、フラットな発色、無限遠から高コントラストかつ高解像な画像が得られるという。
- アポ・エル・ニッコール210mmF5.6N - φ72mmP=1マウント。アタッチメントはφ67mmP=0.75ねじ込み。4群8枚。イメージサークル絞り開放時φ153mm。基準倍率5倍、使用倍率2-10倍。最小絞りF32。

### エル・ニッコールN
エル・ニッコールN（EL-NIKKOR N ）はエル・ニッコールを改良した新型。
引伸機のランプ点灯により絞り数字が照明される。絞り表示窓の向きを30°間隔で調節可能となった。アタッチメントサイズは40.5mmに統一され、光学系の性能向上も図られた。今までの製品と異なり、外装の鏡筒は合成樹脂製。
- エル・ニッコール40mmF4N（1984年6月発売） - ライカLマウント。ビオゴン型4群6枚。アタッチメントはφ40.5mmP=0.5ねじ込み。色収差補正波長域380-700nm。基準倍率10倍、使用倍率5-30倍。
- エル・ニッコール50mmF2.8N - ライカLマウント。ダブルガウス型4群6枚。アタッチメントはφ40.5mmP=0.5ねじ込み。色収差補正波長域380-700nm。基準倍率8倍、使用倍率2-20倍。森征雄設計[8]。
- エル・ニッコール50mmF4N - ライカLマウント。テッサー型3群4枚。アタッチメントはφ40.5mmP=0.5ねじ込み。色収差補正波長域380-700nm。基準倍率8倍、使用倍率2-20倍。
- エル・ニッコール63mmF2.8N - ライカLマウント。エルニッコール型4群6枚。アタッチメントはφ40.5mmP=0.5ねじ込み。色収差補正波長域380-700nm。基準倍率8倍、使用倍率2-20倍。
- エル・ニッコール75mmF4N - ライカLマウント。テッサー型3群4枚。アタッチメントはφ40.5mmP=0.5ねじ込み。色収差補正波長域380-700nm。基準倍率5倍、使用倍率2-10倍。
- エル・ニッコール80mmF5.6N - ライカLマウント。オルソメター型4群6枚。アタッチメントはφ40.5mmP=0.5ねじ込み。色収差補正波長域380-700nm。基準倍率5倍、使用倍率2-15倍。
- エル・ニッコール105mmF5.6N - ライカLマウント。オルソメター型4群6枚。アタッチメントはφ40.5mmP=0.5ねじ込み。色収差補正波長域380-700nm。基準倍率5倍、使用倍率2-10倍。

### エル・ニッコールA

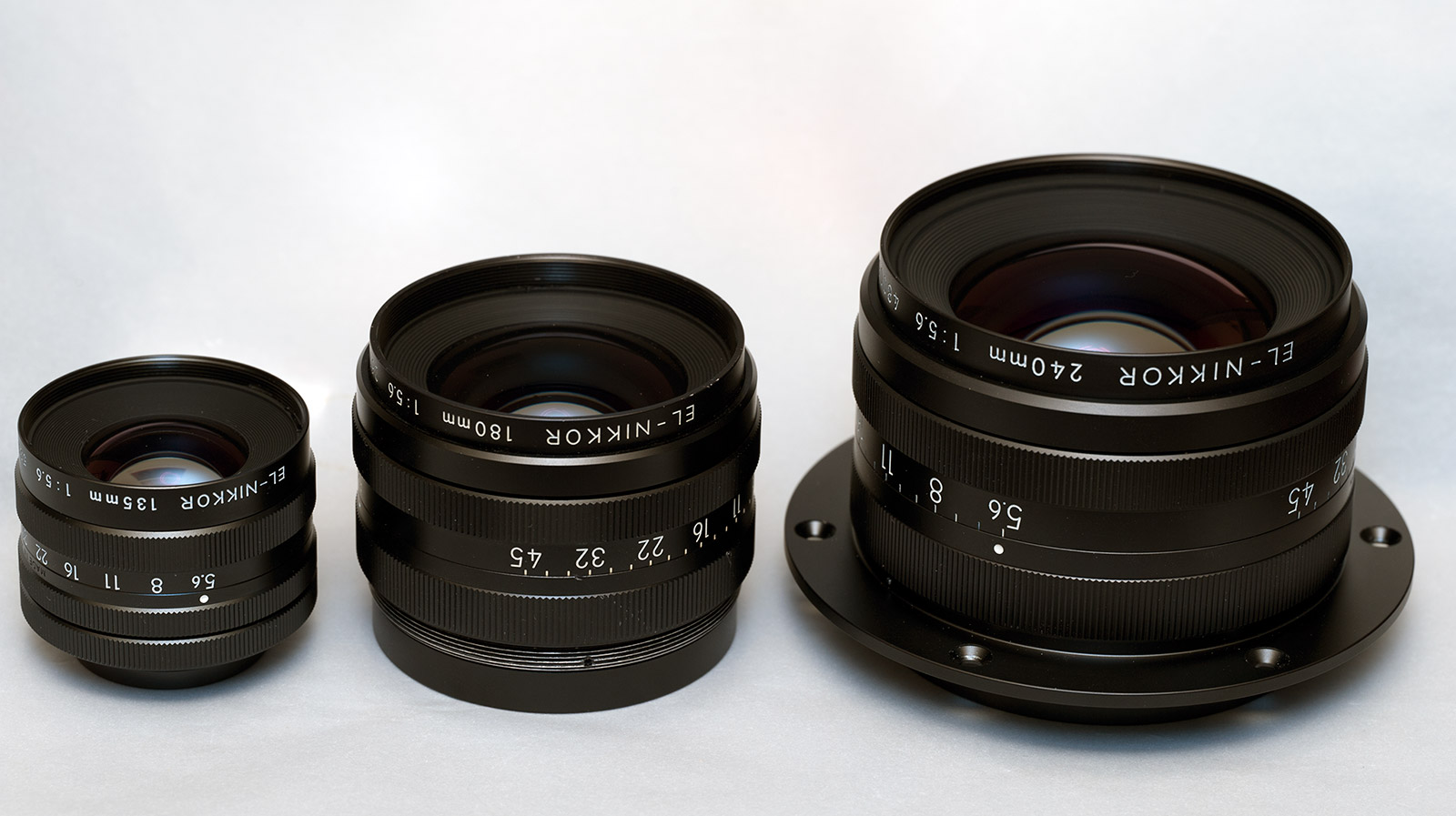
エル・ニッコールA 135/180/240mm

エル・ニッコールA（EL-NIKKOR A ）は、大型のエル・ニッコールを性能向上および小型化すると同時に、それぞれまちまちであった大きさやマウント、アタッチメントサイズを焦点距離ごとにある程度統一した改良型。鏡筒はエル・ニッコールNタイプがプラスチック外装となったのと異なり、アルミ製である。色収差補正波長域380-700nm、レンズ構成4群6枚オルソメター型、最小絞りF45は共通仕様。180mmより大きなものは絞り環にクリックストップがないほか、鏡胴の前後両側にマウント用ねじとアタッチメントねじが切られている。
- エル・ニッコール135mmF5.6A - ライカLマウント、φ50mmP=0.75ねじマウント。4群6枚。アタッチメントはφ52mmP=0.75ねじ込み。基準倍率5倍、使用倍率2-10倍。
- エル・ニッコール150mmF5.6A - ライカLマウント、φ50mmP=0.75ねじマウント。4群6枚。アタッチメントはφ52mmP=0.75ねじ込み。基準倍率4倍、使用倍率2-8倍。
- エル・ニッコール180mmF5.6A - φ72mmP=1ねじマウント。4群6枚。アタッチメントはφ67mmP=0.75ねじ込み。基準倍率4倍、使用倍率2-8倍。
- エル・ニッコール210mmF5.6A - φ72mmP=1ねじマウント。4群6枚。アタッチメントはφ67mmP=0.75ねじ込み。基準倍率4倍、使用倍率2-8倍。
- エル・ニッコール240mmF5.6A - φ90mmP=1ねじマウント。4群6枚。アタッチメントはφ86mmP=1ねじ込み。基準倍率4倍、使用倍率1-8倍。
- エル・ニッコール300mmF5.6A - φ90mmP=1ねじマウント。4群6枚。アタッチメントはφ86mmP=1ねじ込み。基準倍率2倍、使用倍率1-8倍。

### エル・ズーム・ニッコール
エル・ズーム・ニッコール（EL-Zoom-NIKKOR ）はオートカラープリンター向けの引き伸ばしズームレンズ。レンズ交換することなくさまざまな倍率でプリント作業ができる。焦点距離によってF値が変動するが、ペーパー上の明るさは常に一定となるよう設計されている。
- エル・ズーム・ニッコール45-91mmF5.6-11.4 - 外径φ86mmの座金と一体になっている。12群15枚。アタッチメントはφ58mmP=0.75ねじ込み。色収差補正波長域380-700nm。24×36mm（ライカ）判以下向け。
- エル・ズーム・ニッコール77-111mmF5.6-9.8 - 外径φ125mmの座金と一体になっている。10群10枚。アタッチメントはφ95mmP=1ねじ込み。色収差補正波長域380-700nm。6x4.5cm判〜6x9cm判向け。

### オルソ・エル・ニッコール
オルソ・エル・ニッコール（Ortho-EL-Nikkor ）はオルソメター型で開放F値5.6のエル・ニッコールの初期の名称である。下記のものが知られている。
- オルソ・エル・ニッコール105mmF5.6 - アタッチメントはφ34.5mmねじ込み。
- オルソ・エル・ニッコール135mmF5.6 - アタッチメントはφ40.5mmねじ込み。

## ファックス・ニッコール
ファックス・ニッコール（Fax-NIKKOR ）は主としてコピー機向けに販売された。260mmF10を除いて完全対称のオルソメター型4群6枚。色収差補正波長域350-700nm。
- ファックス・ニッコール160mmF5.6 - φ62mmP=0.75ねじマウント。
- ファックス・ニッコール210mmF5.6 - φ72mmP=1.0ねじマウント。
- ファックス・ニッコール210mmF7
- ファックス・ニッコール260mmF10 - 後のプロセスニッコール260mmF10。トポゴン型4群4枚。レンズ刻印は「NIKKOR-Q」であり、Fax-NIKKORとは刻印されない。
- ファックス・ニッコール300mmF7 - φ95mmP=1ねじマウント。

### ファックス・オルソ・ニッコール
ファックス・オルソ・ニッコール（Fax-Ortho-NIKKOR ）は精密拡大投影用途向けレンズ。歪曲収差を厳密に補正してあることで知られ、造船用途で鋼板に原寸1/10倍の原図を投影し切り出したというエピソードが知られている。
- ファックス・オルソ・ニッコール250mmF5.6
- ファックス・オルソ・ニッコール400mmF5.6 - 4群6枚。基準倍率10倍。歪曲収差0.00%。色収差補正波長域350-700nm。
- ファックス・オルソ・ニッコール500mmF5.6

## フィッシュアイ・ニッコール
フィッシュアイ・ニッコール（Fisheye-NIKKOR ）は魚眼レンズ。
- フィッシュアイ・ニッコール6mmF1.4
- ニッコール16.3mmF8（1941年3月製造） - 大日本帝国海軍の要請で1937年9月設計に着手、1938年4月に設計完了。写角180度。日本で製造された最初の魚眼レンズ[4]。

### プロ・フィッシュアイ・ニッコール
プロ・フィッシュアイ・ニッコール（Pro-Fisheye-NIKKOR ）は投影用魚眼レンズ。「プロ」は投影（Projection ）を意味する。
- プロ・フィッシュアイ・ニッコール2mmF2 - 1970年日本万国博覧会三菱未来館で全方向性三次元映像を投影するために製作された[6][注釈 4]。

## マクロ・ニッコール

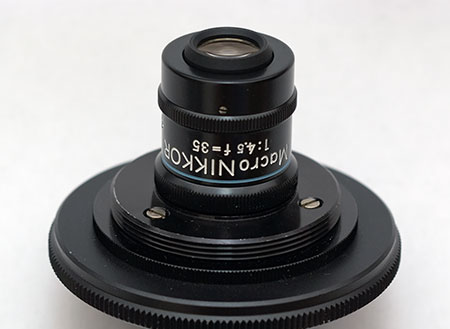
マクロ・ニッコール35mmF4.5およびマクロ接続リング・対物リング

マクロ・ニッコール（Macro-NIKKOR ）は大型マクロ写真撮影装置「マルチフォト」（Multiphot ）専用の交換レンズとして開発された。マルチフォトに付属するアダプターであるマクロ接続リング・対物リングを併用すればニコンFマウントに変換できる。4x5in判まで対応できる大きなイメージサークルを持つ。
- マクロ・ニッコール19mmF2.8 - RMSマウント。
- マクロ・ニッコール35mmF4.5 - RMSマウント。使用倍率8-20倍。
- マクロ・ニッコール65mmF4.5 - ライカLマウント。アタッチメントはφ38mmP=0.5ねじ込み。クセノター型4群5枚。拡大倍率で使用されるため、クセノターで通常像側となる群は物体側を向いて配置される。
- マクロ・ニッコール12cmF6.3 - ライカLマウント。アタッチメントはφ38mmP=0.5ねじ込み。鏡胴の焦点距離刻印は販売終了まで一貫してcm表記であった。

## マイクロ・ニッコール

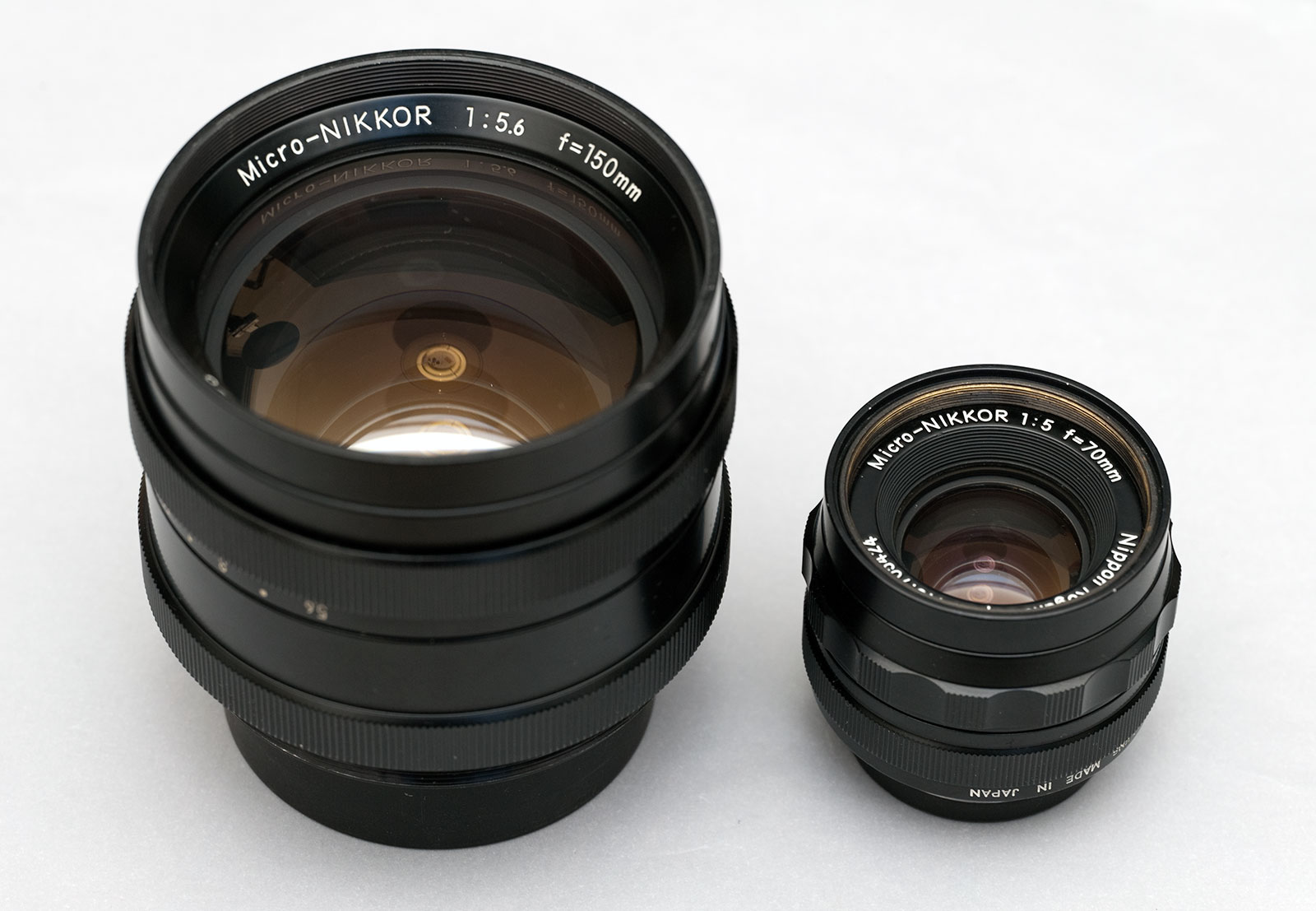
マイクロ・ニッコール150mmと70mm(どちらも前期型)

マイクロ・ニッコール（Micro-NIKKOR ）は主としてマイクロフィルム機材の縮小撮影用レンズとして販売された。
- マイクロ・ニッコール55mmF4 - ライカLマウント。オルソメター型4群6枚。アタッチメントはφ40.5mmP=0.5ねじ込み。
- マイクロ・ニッコール70mmF5 - ライカLマウント。クセノター型4群5枚。アタッチメントはφ40.5mmP=0.5ねじ込み。基準倍率1/12倍、使用倍率1/30-1/5倍。色収差補正波長域400-650nm。8枚羽根の普通絞り。最小絞りF22、1/2段ごとにクリックストップあり。写真製版およびマイクロフィルム用。引き伸ばしレンズとしても使用されたようである。日本光学銘でNo.705001～の番号を持つ前期型は単層コーティングだが、ニコン銘・370001～の後期型はマルチコーティングとなっている。
- マイクロ・ニッコール150mmF5.6 - φ72mmP=1ねじマウント。アタッチメントはφ72mmP=0.75ねじ込み。変形クセノター型4群6枚。基準倍率1/10倍、使用倍率1/30-1/5倍。解像力150本/mm（1/10倍時、e線）。9枚羽根の普通絞り。最小絞りF22、1段ごとにクリックストップあり。写真製版およびマイクロフィルム用。イメージサークル116mmを生かして6x9cm判で一般撮影に使う者もいる。解像力がカタログ値として記載されるマイクロ・ニッコールは本種のみであった。日本光学銘でNo.171001～の番号を持つ前期型は単層コーティングだが、ニコン銘・180001～の後期型はマルチコーティングとなっている。

## プリンティング・ニッコール
プリンティング・ニッコール（Printing-NIKKOR ）はリプロ・ニッコール100mmF2.8を下敷きに、オプチカルプリント用レンズとして開発されたが、後にラインセンサ用レンズとしての需要が発生。基準倍率における各種収差を徹底的に排除し、高い色再現性と解像力を持つ。のちエコガラス化を目的として再設計され、同様の製品が販売されていた。
- プリンティング・ニッコール75mmF2.8 - 4群12枚。基準倍率1/4倍。基準倍率における歪曲収差+0.1%。
- プリンティング・ニッコール95mmF2.8 - 4群12枚。基準倍率1/2倍。基準倍率における歪曲収差+0.2%。
- プリンティング・ニッコール105mmF2.8 - 4群12枚。基準倍率1倍。基準倍率において歪曲収差なし。
- プリンティング・ニッコール150mmF2.8 - 4群10枚。基準倍率1倍。基準倍率において歪曲収差なし。

### プリンティング・ニッコールN
- プリンティング・ニッコール150mmF2.8N

### プリンティング・ニッコールA

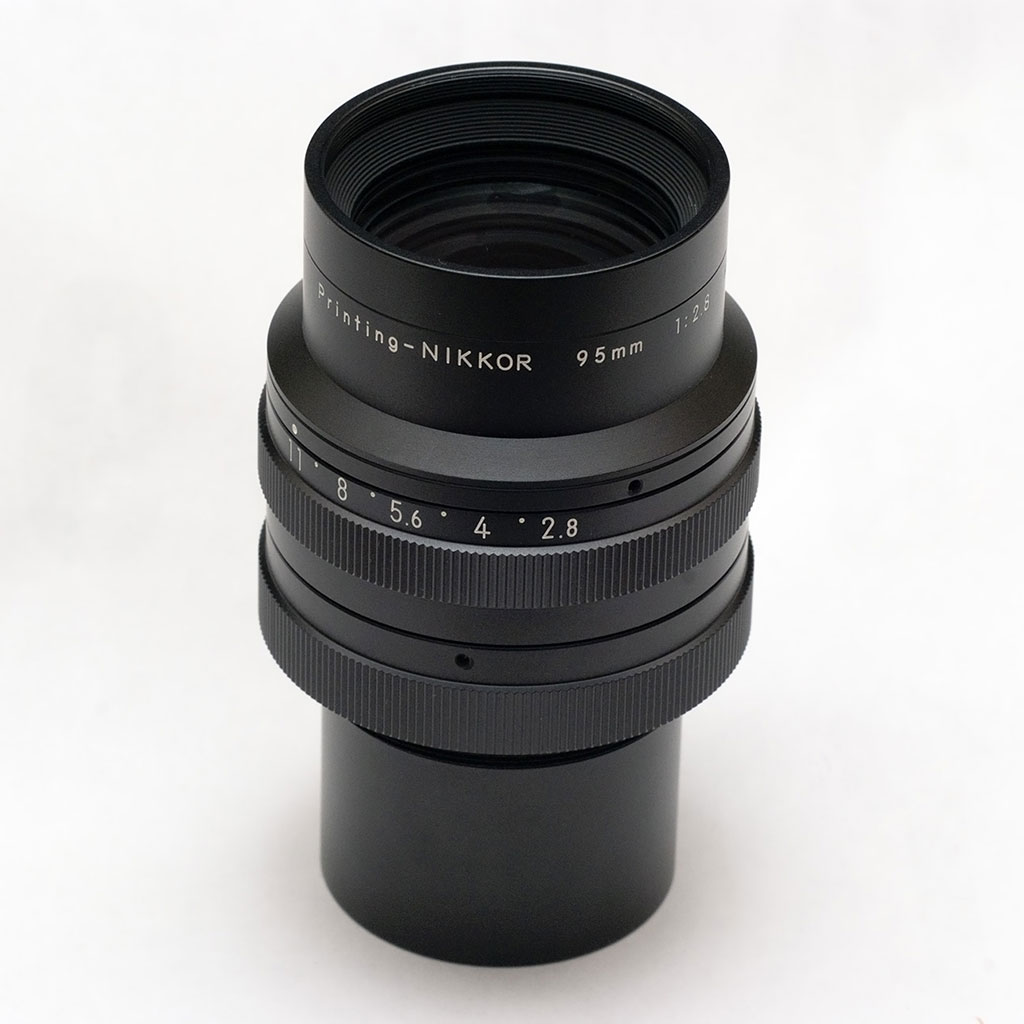
プリンティング・ニッコール95mmF2.8A

民生用フィルム・スキャナ製品SUPER COOLSCANシリーズの8000EDと9000EDに使われ、カタログに「スキャナ・ニッコール」と紹介されていたレンズ構成がプリンティング・ニッコールAと酷似していることが知られている。
- プリンティング・ニッコール95mmF2.8A - φ45mmP=0.75ねじマウント。アタッチメントはφ43mmP=0.5ねじ込み。6群14枚。基準倍率1/2倍。基準倍率において歪曲収差なし。前側の化粧リングを取り外すとレンズマウントと同じφ45mmP=0.75ねじがあり、これを用いて取り付けると基準倍率2倍となる。アタッチメントねじは前側のみ。
- プリンティング・ニッコール105mmF2.8A - φ45mmP=0.75ねじマウント。アタッチメントはφ43mmP=0.5ねじ込み。6群14枚。基準倍率1倍。基準倍率において歪曲収差なし。前側の化粧リングを取り外すとレンズマウントと同じφ45mmP=0.75ねじがある。アタッチメントねじは前側のみ。
- プリンティング・ニッコール150mmF2.8A - アタッチメントはφ58mmP=0.75ねじ込み。6群14枚。基準倍率1倍。基準倍率において歪曲収差なし。アタッチメントねじは前側のみ。

3枚以上の貼り合わせとなる群が複数ある旧型から、製造コスト低減と性能向上を図った改良型。レンズの最外面にEDガラスが来るレンズ構成で、拭き傷が付きやすいため前後とも保護ガラスが取り付けられている。

## プロセス・ニッコール

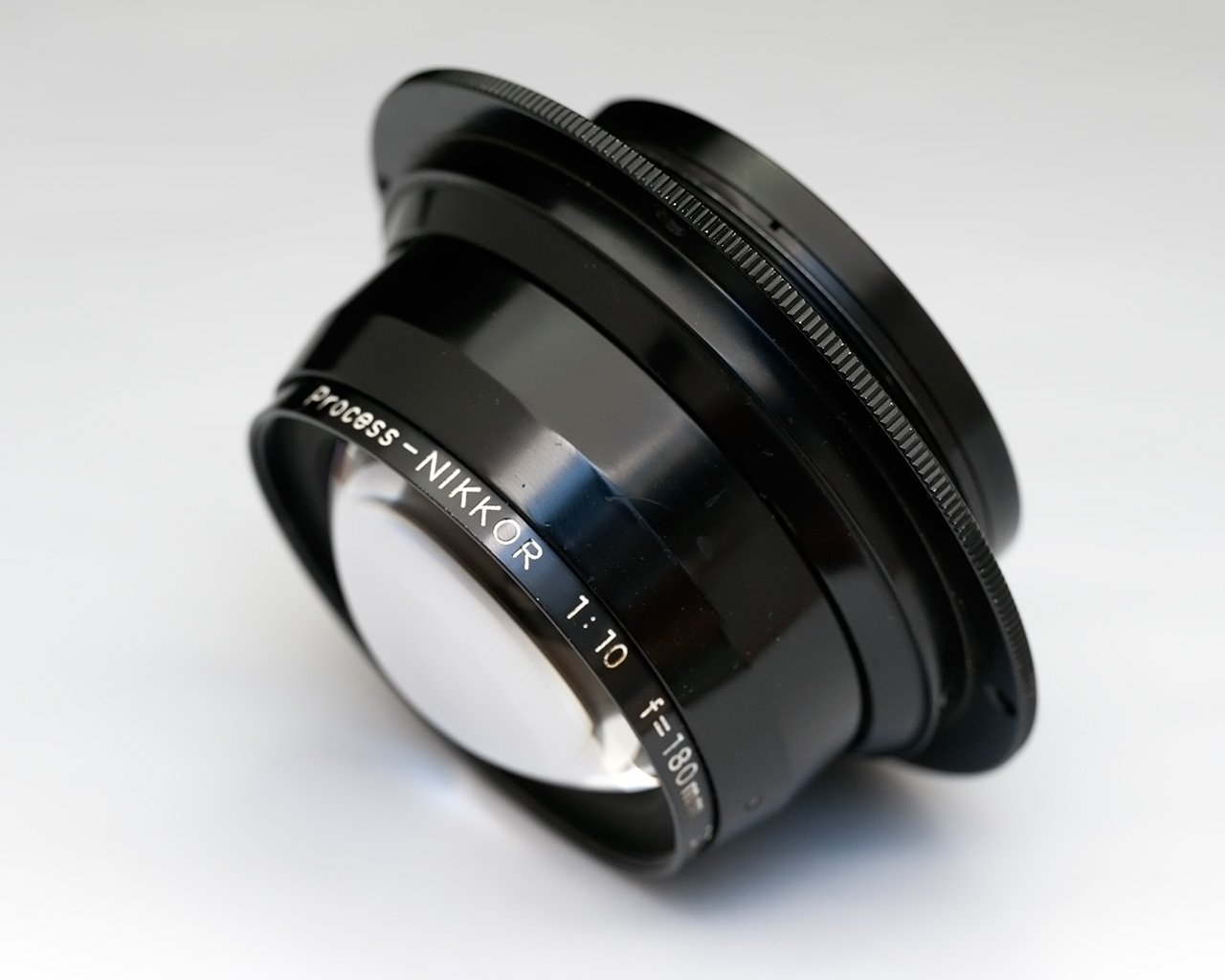
プロセス・ニッコール180mmF10

プロセス・ニッコール（Process-NIKKOR ）は小型製版カメラ用のレンズ。トポゴン型4群4枚。基準倍率は1倍。色収差補正波長域400-650nm。下記イメージサークルは等倍時のものである。画角は絞り開放で68°、F22時に74°。大きさに比して巨大なイメージサークルを持つため、8x10in判またはそれ以上の超大判用のレンズとして使われることがある。前後側とも、鏡胴先端部よりもレンズが突き出ているため、取り扱いには注意が必要。画角を大きく取っていないため周辺光量を補正するためのグラデーション・フィルターの使用は考慮されない。鏡胴の前後に同一サイズのアタッチメントねじが切られているが、付属のアルミ製ねじ込みフード、およびレンズキャップのためのものである。
- プロセス・ニッコール180mmF10 - φ62mmP=1.0ねじマウント。アタッチメントはφ58mmP=0.75ねじ込み。使用倍率1/4-4倍。イメージサークル490mm（F10）、540mm（F22）。
- プロセス・ニッコール210mmF10 - φ72mmP=1.0ねじマウント。アタッチメントはφ67mmP=0.75ねじ込み。使用倍率1/3-3倍。イメージサークル570mm（F10）、630mm（F22）。
- プロセス・ニッコール240mmF10 - φ82mmP=1.0ねじマウント。アタッチメントはφ77mmP=0.75ねじ込み。使用倍率1/2-2倍。イメージサークル650mm（F10）、720mm（F22）。
- プロセス・ニッコール260mmF10 - φ90mmP=1.0ねじマウント。アタッチメントはφ86mmP=0.75ねじ込み。使用倍率1/2-2倍。イメージサークル724mm（F10）、800mm（F22）。この品種のみ絞り環に取り外し可能なレバーが備わる。

## レイファクト
レイファクト（Rayfact ）は栃木ニコンの産業用レンズブランドである。ニッコールとは名乗らない。
- レイファクト7倍 OFM70350HN-TS - 直筒タイプ。両側テレセントリック。使用波長域510-590nm。φ72mmP=0.75ねじマウント。
- レイファクト7倍 OFM70350HN-TS - 落射タイプ。両側テレセントリック。使用波長域510-590nm。φ72mmP=0.75ねじマウント。
- レイファクト3.5倍 OFM35162MN - 使用波長域400-700nm。φ67mmP=0.75ねじマウント、同軸落射鏡筒オプション装着時φ72mmP=0.75ねじマウント。
- レイファクト2倍 OFM20119MN（2006年発売） - プリンティング・ニッコール95mmF2.8Aをエコガラス仕様とした後継品種。基準倍率は1/2倍または2倍を取り付け方向によって選択可能。基準波長はe線（546.07nm）。使用波長は400nm-800nm。φ45mmP=0.75ねじマウント。アタッチメントはφ43mmP=0.5ねじ込み。
- レイファクト1倍 OFM10090MN（2006年発売） - プリンティング・ニッコール105mmF2.8Aをエコガラス仕様とした後継品種。基準倍率1倍。使用波長は400-800nm。φ45mmP=0.75ねじマウント。アタッチメントはφ43mmP=0.5ねじ込み。
- レイファクト PF10545MF-UV - AiUVニッコール105mmF4.5Sをエコガラス仕様とした後継品種。
- レイファクト25mmF1.4（2001年9月20日発売） - 産業用のメガピクセルCCDカメラ用レンズ。Cマウント。アタッチメントはφ40.5mmねじ込み。

### レイファクトIL
2006年に販売を終了したエルニッコールの後継品種。ただし鏡胴を全て金属製とし、絞り環固定ねじが装備されるなど産業用レンズの仕様になっている。
- レイファクトIL40mm PF4040ML（2007年7月30日発売） - エル・ニッコール40mmF4Nの後継品種。ライカLマウント。
- レイファクトIL50mm PF5028ML（2007年4月23日発売） - エル・ニッコール50mmF2.8Nの後継品種。ライカLマウント。
- レイファクトIL63mm OF6328ML（2007年4月23日発売） - エル・ニッコール63mmF2.8Nの後継品種。ライカLマウント。

### レイファクトVL
プリンティング・ニッコールの後継品種。当初からラインセンサでの使用を前提として設計された。
イメージサークルφ62mm・使用波長域400-700nm・基準倍率において歪曲収差なし・φ55mmP=0.75ねじマウントは共通仕様である。
- レイファクトVL0.5倍 OFM05042MN - 実焦点距離119.3mm。基準倍率1/2倍。
- レイファクトVL0.7倍 OFM07052MN - 実焦点距離121.0mm。基準倍率0.7倍。
- レイファクトVL1倍 OFM10064MN - 実焦点距離123.9mm。基準倍率1倍。
- レイファクトVL1.4倍 OFM14074MN - 実焦点距離121.0mm。基準倍率1.4倍。

## レグノ・ニッコール
レグノ・ニッコール（Regno-NIKKOR ）はエックス線間接写真装置用レンズ。
- レグノ・ニッコール10cmF1.5

## リプロ・ニッコール
リプロ・ニッコール（Repro-NIKKOR ）は等倍複写、またはリレーレンズとしての用途を想定して設計されている。
- FRニッコール75mmF1 - 基準倍率1倍。φ53mmP=0.75ねじマウント。リプロ・ニッコールの前身である。AR1:2と刻印があるが、絞り環に表示された数値が基準倍率での実効F値[注釈 5]であることを示したものである。すなわち、絞り環の数値は2から始まる。
- リプロ・ニッコール85mmF1 - 基準倍率1倍。φ53mmP=0.75ねじマウント。8群12枚。森征雄設計。米国特許第3524699号。
- リプロ・ニッコール100mmF2.8 - 基準倍率1倍。オプチカル・プリンター向けに造られた、プリンティング・ニッコールの前身である。
- リプロ・ニッコール170mmF1.4 - 基準倍率1倍。φ73mmP=0.75ねじマウント。6群10枚。

## TV・ニッコール
TV・ニッコール（TV-NIKKOR ）はレントゲン写真の間接撮影用レンズ。
- TV・ニッコール35mmF0.9 - ライカLマウント。7群9枚。アタッチメントはφ52mmねじ込み。色収差補正波長域400-650nm。

## ウルトラ・マイクロ・ニッコール

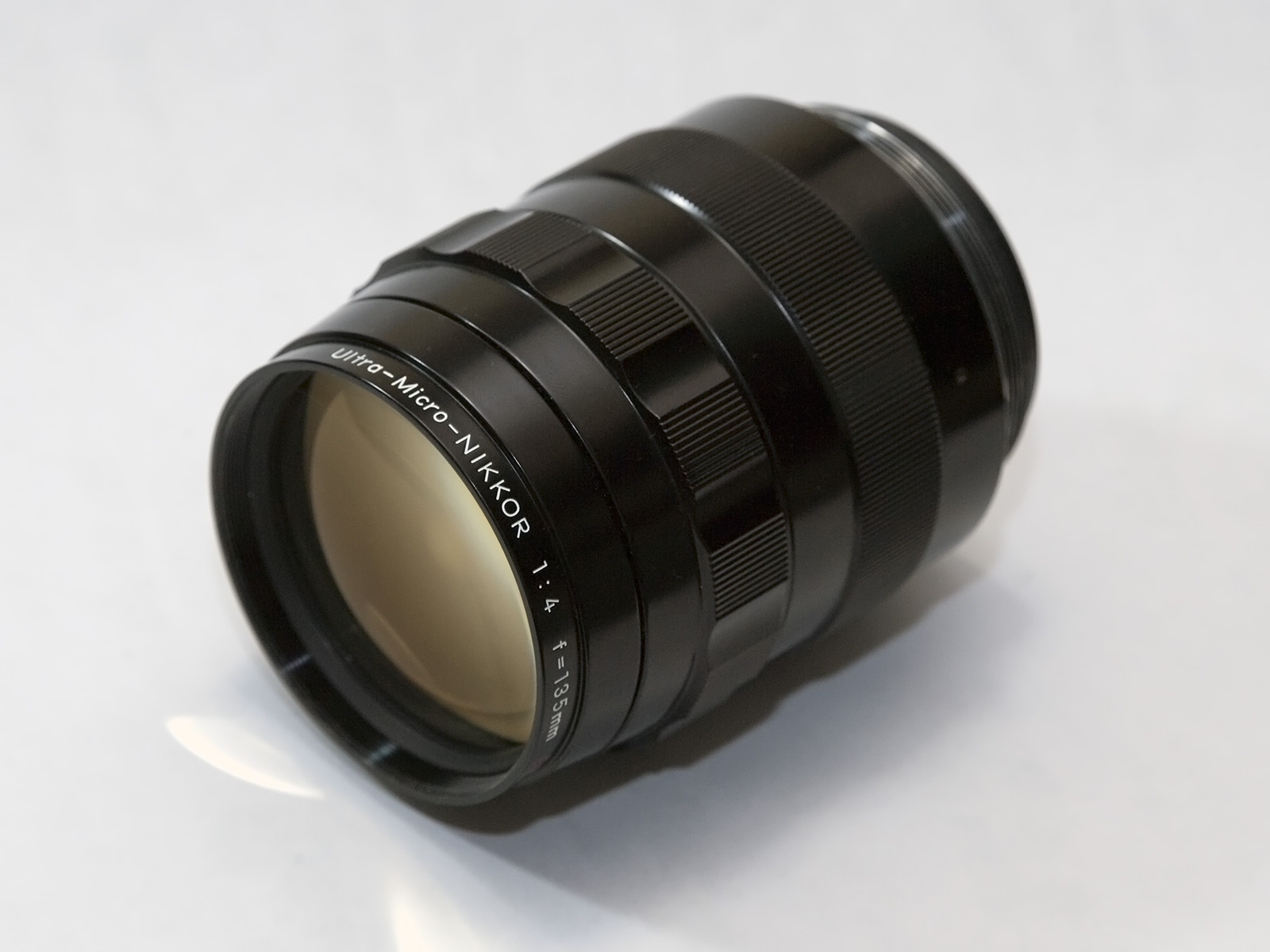
ウルトラ・マイクロ・ニッコール135mmF4

1960年頃から集積回路の製造に必要なフォトマスク用高解像力レンズの問い合わせが増え、従来レンズでは解像力が不足したため、1961年3月光学設計部の脇本善司が主導して超高解像力レンズの開発を始めたのがウルトラ・マイクロ・ニッコール（Ultra-Micro-NIKKOR ）である。東京大学理学部の小穴純教授から単色光であれば収差の補正が可能になるのではないかとの助言を受け、使用する光線や倍率、イメージサークルを限定することで、理論上の限界に迫る高い解像力を持つ設計が完成した。品名末尾の「e」「g」「h」はそれぞれ水銀ランプのe線（546.07nm）・g線（435.83nm）・h線（404.65nm）の単色光での使用に最適化されていることを示す。なお、品名末尾に何もないものはe線用である。
- ウルトラ・マイクロ・ニッコール12mmF1.2g - ライカLマウント。アタッチメント40.5mmP=0.5ねじ込み。基準倍率1/20倍。最小絞りF4。通常のカタログ品ではない。ニコン銘であることから、1970年代にごく少数が製作されたとみられる。前側アタッチメントにねじ込むクローズアップレンズ、「マイクロフィッシュアダプター」が付属し、マイクロフィッシュを扱う用途であったとみられる。
- ウルトラ・マイクロ・ニッコール28mmF1.7e - ライカLマウント。8群10枚。アタッチメント40.5mmP=0.5ねじ込み。基準倍率1/10倍。調整可能な絞りなし。
- ウルトラ・マイクロ・ニッコール28mmF1.7g - ライカLマウント。8群10枚。アタッチメント40.5mmP=0.5ねじ込み。基準倍率1/10倍。調整可能な絞りなし。
- ウルトラ・マイクロ・ニッコール28mmF1.8（1965年発売） - ライカLマウント。7群9枚。アタッチメントはφ40.5mmP=0.5ねじ込み。基準倍率1/10倍。
- ウルトラ・マイクロ・ニッコール28mmF1.8e - ライカLマウント。7群9枚。アタッチメントはφ40.5mmP=0.5ねじ込み。基準倍率1/10倍。生産時期が後のものは、e線用であることと使用倍率が明記されている。
- ウルトラ・マイクロ・ニッコール28mmF1.8h（1967年発売） - ライカLマウント。7群9枚。アタッチメントはφ40.5mmP=0.5ねじ込み。基準倍率1/10倍。
- ウルトラ・マイクロ・ニッコール29.5mmF1.2（1964年11月27日発表[6]） - 蛍石を含む6群9枚。基準倍率1/25倍。ニッコール初のマルチコートレンズとされている。東京大学理学部教授小穴純の要請で脇本善司らが開発、『チャタレイ夫人の恋人』全文を10円切手大のマイクロフィルムに写し込むことに成功した。日刊工業新聞選定の「1964年十大新製品賞」受賞、1965年4月12日には脇本善司が科学技術庁長官賞を受賞した[6]。米国特許第3450463号・特公昭42-012102。特許によると発明者は安田昭となっており、脇本の名前はない。
- ウルトラ・マイクロ・ニッコール30mmF1.2 - ライカLマウント。50mmP=0.75・φ55mmP=0.75のねじマウントを併設する。6群9枚。アタッチメントはφ40.5mmP=0.5ねじ込み。基準倍率1/25倍。名称が異なるのみで、上記29.5mmと焦点距離を含め同一仕様である。
- ウルトラ・マイクロ・ニッコール30mmF1.2h（1969年発売） - ライカLマウント。φ30mmP=0.5・φ50mmP=0.75・φ55mmP=0.75のねじマウントを併設する。6群9枚。アタッチメントはφ40.5mmP=0.5ねじ込み。基準倍率1/25倍。
- ウルトラ・マイクロ・ニッコール35mmF2 - ライカLマウント。アタッチメントはφ40.5mmP=0.5ねじ込み。基準倍率1/100倍。絞り環は1/2段ごとにクリックストップがある。最小絞りF8。通常のカタログ品ではない。日本光学工業銘であり、またe線用であることと使用倍率が刻印されている。
- ウルトラ・マイクロ・ニッコール50mmF1.8e（1969年発売） - φ52mmP=1ねじマウント。9群12枚。アタッチメントはφ52mmP=0.75ねじ込み。基準倍率1/5倍。調整可能な絞りなし。
- ウルトラ・マイクロ・ニッコール50mmF1.8h（1969年発売） - φ52mmP=1ねじマウント。9群12枚。アタッチメントはφ52mmP=0.75ねじ込み。基準倍率1/5倍。調整可能な絞りなし。
- ウルトラ・マイクロ・ニッコール55mmF2（1965年発売） - ライカLマウント。アタッチメントはφ40.5mmP=0.5ねじ込み。基準倍率1/4倍。絞り環は1/2段ごとにクリックストップがある。最小絞りF8。
- ウルトラ・マイクロ・ニッコール55mmF2h（1967年発売） - ライカLマウント。アタッチメントはφ40.5mmP=0.5ねじ込み。基準倍率1/4倍。絞り環は1/2段ごとにクリックストップがある。最小絞りF8。h線用に収差補正されており、使用波長が短くなったことにより解像力が高くなっているほかはe線用と同一。
- ウルトラ・マイクロ・ニッコール105mmF2.8（1962年8月完成） - ウルトラ・マイクロ・ニッコール最初の製品。φ62mmP=1ねじマウント。アタッチメントはφ62mmP=0.75ねじ込み。基準倍率1/30倍。18枚羽根の普通絞り。最小絞りF8、絞り環には1/2段ごとにクリックストップがある。解像力400本/mm、イメージサークルφ24mm。発売直前に「ウルトラ」を冠することが決められたため、レンズにのみ赤文字で「Ultra」が追加で刻印されており、収納する木箱の銘板・このレンズのために用意されたアクセサリなどは「マイクロ・ニッコール」のままであった。この経緯によるためか初期生産品とみられる製造番号1824xxには「Ultra」の刻印がない。
- ウルトラ・マイクロ・ニッコール125mmF2.8（1965年発売） - φ62mmP=1ねじマウント。アタッチメントはφ72mmP=0.75ねじ込み。6群7枚。基準倍率1/25倍。最小絞りF8、絞り環には1/2段ごとにクリックストップがある。15枚羽根の普通絞り。105mmの後継品種である。
- ウルトラ・マイクロ・ニッコール135mmF4（1965年発売） - φ62mmP=1ねじマウント。アタッチメントはφ62mmP=0.75ねじ込み。第1群が貼りあわせの変形ダブルガウス型4群7枚。基準倍率1/25倍。12枚羽根の普通絞り。最小絞りF11、1/2段ごとにクリックストップあり。初期生産品には基準倍率が「β=1/25」と赤く刻印されているが、その後のものは「M=1/25」となっている。[注釈 6]現存する個体はどれも前群が黄色く変色しており、またγ線測定器で放射線を検出するため、トリウム等の放射性物質を含んだ硝材を使用しているとみられる。後玉側からはほとんど放射線が検出されないため、前群からの放射線については考慮されていると考えられる。
- ウルトラ・マイクロ・ニッコール155mmF4 - φ72mmP=1ねじマウント。第1群が貼りあわせの変形ダブルガウス型4群7枚。アタッチメントはφ72mmP=0.75ねじ込み。基準倍率1/10倍。森征雄設計、特公昭43-016177。
- ウルトラ・マイクロ・ニッコール165mmF4（1970年発売） - φ82mmP=1ねじマウント。4群7枚。基準倍率は1/40倍だが、1群2枚の専用クローズアップレンズを使用し1/20倍にも変更可能。アタッチメントはφ86mmP=1ねじ込み。
- ウルトラ・マイクロ・ニッコール225mmF1g（1969年発売） - φ122mmP=1ねじマウント。基準倍率等倍。g線用だが、e線でピントを合わせられるように配慮されている。最小絞りF4。
- ウルトラ・マイクロ・ニッコール250mmF4 - e線用、基準倍率1/20倍。最小絞りF11。
- ウルトラ・マイクロ・ニッコール300mmF1.4g（1969年発売） - φ122mmP=1ねじマウント。基準倍率等倍。最小絞りF4。

## ゼロ・ニッコール
ゼロ・ニッコール（Xero-NIKKOR ）はCRTに表示された文書類を約2倍に拡大撮影するためのレンズ。
- ゼロ・ニッコール13.5cmF2 / ゼロ・ニッコール 135mmF2
- ニュー・ゼロ・ニッコール135mmF2 - ゼロ・ニッコール135mmF2の改良版で歪曲収差を0.1%程度に減らし、コントラストも向上している。基準倍率2倍。

## 300mmT2.2
- Tochigi Nikon 300mm T2.2（F2） - EDレンズ3枚を含む8群11枚（+保護ガラス1枚）。通常シネレンズ類はT値で示すためこの表記となるが、開放F値は2である。ビデオカメラ用の別注品として栃木ニコンが製造したが、発注した商社が支払い不能となったため、ニコンFマウントに改造した上で2003年に天文ガイドを通じ20本が限定販売され、その後2004年に栃木ニコンが63万円で処分販売した。普通絞り。φ52mmねじ込みフィルターを2枚使用できる。ニコンFマウントが基本であったが、別注で各種マウントに対応した。